# Ady (Oregon)
Ady az Amerikai Egyesült Államok északnyugati részén, Oregon állam Klamath megyéjében elhelyezkedő kísértetváros.
A Weed–Klamath Falls-vasútvoal Teeter’s Landing-i megállóhelye az Ady nevet viselte.

## Története
Névadói Abel és Leona Ady, a Teeter’s Landing-i megálló-rakodóhely 1906 és 1909 közötti üzemeltetői.
Korábban a Klamath Falls irányú személy- és tehervonatok a McCloud Railwayen keresztül közlekedtek Bartle-be, ahonnan a postavonatok Laird’s Landingbe haladtak tovább. Laird’s Landing és Klamath Falls között a személyforgalmat hajóval bonyolították.
1906-ban a Weed Lumber Company 32 kilométernyi iparvágányt épített ki Weed és Grass Lake között. A legforgalmasabb személyvonati átszállóhely Bartle helyett Grass Lake lett, a teherszállítás pedig inkább közúton zajlott. Az új vasúti nyomvonal a korábbi McCloud Railwayhez képest közel száz kilométerrel rövidebb volt.
1909-ben a Southern Pacific vasútvonala Grass Lake-től Klamath Fallsig hosszabodott. Adyék tudomást szereztek a vasútépítésről, és Teeter’s Landingben területet vásároltak. Abel Ady vasúti földmérőként felmérte a lápok lecsapolásának lehetőségét. Egy helyi csoporttal kérvényt nyújtottak be a szövetségi kormányhoz a terv támogatására; végül a térségben épült gátakkal a lápok alkalmassá váltak a művelésre.

## Fordítás
- Ez a szócikk részben vagy egészben  az   Ady, Oregon című angol Wikipédia-szócikk ezen változatának fordításán alapul.  Az eredeti cikk szerkesztőit annak laptörténete sorolja fel. Ez a jelzés csupán a megfogalmazás eredetét és a szerzői jogokat jelzi, nem szolgál a cikkben szereplő információk forrásmegjelöléseként.